# Joseph Meister

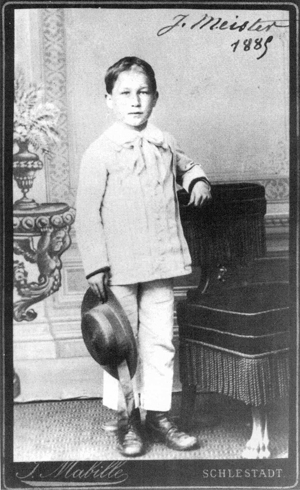
Joseph Meister w 1885 roku

Joseph Meister (ur. 21 lutego 1876 w Paryżu, zm. 24 czerwca 1940 tamże ) – Francuz, pierwszy człowiek, u którego skutecznie zastosowano szczepienie przeciwko wściekliźnie, opracowane przez Louisa Pasteura.
Jako 9-latek został pogryziony przez wściekłego psa; rodzice zwrócili się o pomoc do Ludwika Pasteura. Ulegając ich namowom, Pasteur zdecydował się zastosować szczepionkę. Uratowanie chłopca potwierdziło jej skuteczność.
Joseph Meister pracował później jako dozorca w Instytucie Pasteura. W wieku 64 lat, kiedy w czasie zdobycia Paryża przez wojska hitlerowskie, nie zdołał powstrzymać Niemców przed wtargnięciem do krypty Ludwika Pasteura, popełnił samobójstwo poprzez zatrucie gazem .
Powieść historyczna Wróg pod mikroskopem Olgi Kuzniecowej opisuje m.in. historię uratowania Josepha. Fragment pt. Chłopiec z Alzacji był czytanką w szóstej klasie szkoły podstawowej w Polsce w okresie PRL-u.